# Шнайзінген
Шнайзінген (нім. Schneisingen) — громада  в Швейцарії в кантоні Ааргау, округ Цурцах.

## Географія
Громада розташована на відстані близько 95 км на північний схід від Берна, 28 км на північний схід від Аарау.
Шнайзінген має площу 8,3 км², з яких на 9,3% дозволяється будівництво (житлове та будівництво доріг), 49,2% використовуються в сільськогосподарських цілях, 41,6% зайнято лісами, 0% не є продуктивними (річки, льодовики або гори).

## Демографія
2019 року в громаді мешкало 1486 осіб (+13,6% порівняно з 2010 роком), іноземців було 12,8%. Густота населення становила 180 осіб/км².
За віковим діапазоном населення розподілялося таким чином: 17,6% — особи молодші 20 років, 58,6% — особи у віці 20—64 років, 23,8% — особи у віці 65 років та старші. Було 665 помешкань (у середньому 2,2 особи в помешканні).
Із загальної кількості 357 працюючих 67 було зайнятих в первинному секторі, 96 — в обробній промисловості, 194 — в галузі послуг.